# Daniel Schmid (piloto de bobsleigh)
Daniel Schmid (22 de enero de 1976) es un deportista suizo que compitió en bobsleigh. Ganó una medalla de bronce en el Campeonato Europeo de Bobsleigh de 2010, en la prueba doble.

## Palmarés internacional
| Campeonato Europeo | Campeonato Europeo | Campeonato Europeo | Campeonato Europeo |
| Año                | Lugar              | Medalla            | Prueba             |
| ------------------ | ------------------ | ------------------ | ------------------ |
| 2010               | Igls (Austria)     | Medalla de bronce  | Doble              |